# Гольстингаузен
Гольстингаузен (нем. von Holstinhausen gennant Holsten) — баронский род.
Род принадлежит к древнему курляндскому дворянству.
В указе об отставке, от 1 мая 1822 года переводчик Коллегии Иностранных дел Константин фон-Гольстингаузен-Гольстен назван бароном.
Определением Правительствующего Сената, от 10 июня 1853 и 28 февраля 1862 гг., за курляндской дворянской фамилией фон-Гольстингаузен-Гольстен признан баронский титул.

## Описание герба
В серебряном поле на зелёной траве половина коричневого оленя, выбегающего из елового леса.
На щите дворянский коронованный шлем. Нашлемник: между серебряными крыльями такая же коричневая половина оленя. Намёт на щите зелёный, подложенный серебром.